# Convenção das Igrejas Batistas Independentes
Convenção das Igrejas Batistas Independentes (förkortning: CIBI, översatt: Samfundet för fristående baptistkyrkor) är ett brasilianskt baptist- och pingstsamfund med ca 80 000 församlingsmedlemmar. CIBI är ett slags systersamfund till Evangeliska Frikyrkan i Sverige.
År 1911 hade ett svenskt par, bosatta i Brasilien, skrivit i tidningen Svenska Tribunen för att be om hjälp - om någon som kunde predika evangeliet. Örebromissionen (idag Evangeliska Frikyrkan) skickade 1912 missionären Erik Jansson till staden Guarani das Missões. Erik Janssons arbete ledde till att CIBI grundades officiellt år 1959 i Ijuí - RS. Idag har CIBI utlandsmission i främst Portugal, Peru, och Paraguay.